# Tony Joe White (musikalbum)
Tony Joe White är det fjärde musikalbumet av Tony Joe White. Det lanserades 1971 och var det första albumet som White gjorde för skivbolaget Warner Bros. Records Albumet producerades av Peter Asher och spelades in i december 1970 i Memphis. White skrev alla albumets låtar utom en, "Copper Kettle" som skrevs av Albert Frank Beddoe. Albumet nådde plats 167 på amerikanska Billboard 200.

## Låtlista
1. "They Caught The Devil and Put Him in Jail in Eudora, Arkansas"
2. "The Change"
3. "My Kind of Woman"
4. "The Daddy"
5. "Black Panther Swamps"
6. "Five Summers For Jimmy"
7. "A Night in the Life of a Swamp Fox"
8. "Traveling Bone"
9. "I Just Walked Away"
10. "Copper Kettle" (Albert Frank Beddoe)
11. "Voodoo Village"